# Toter Uhu

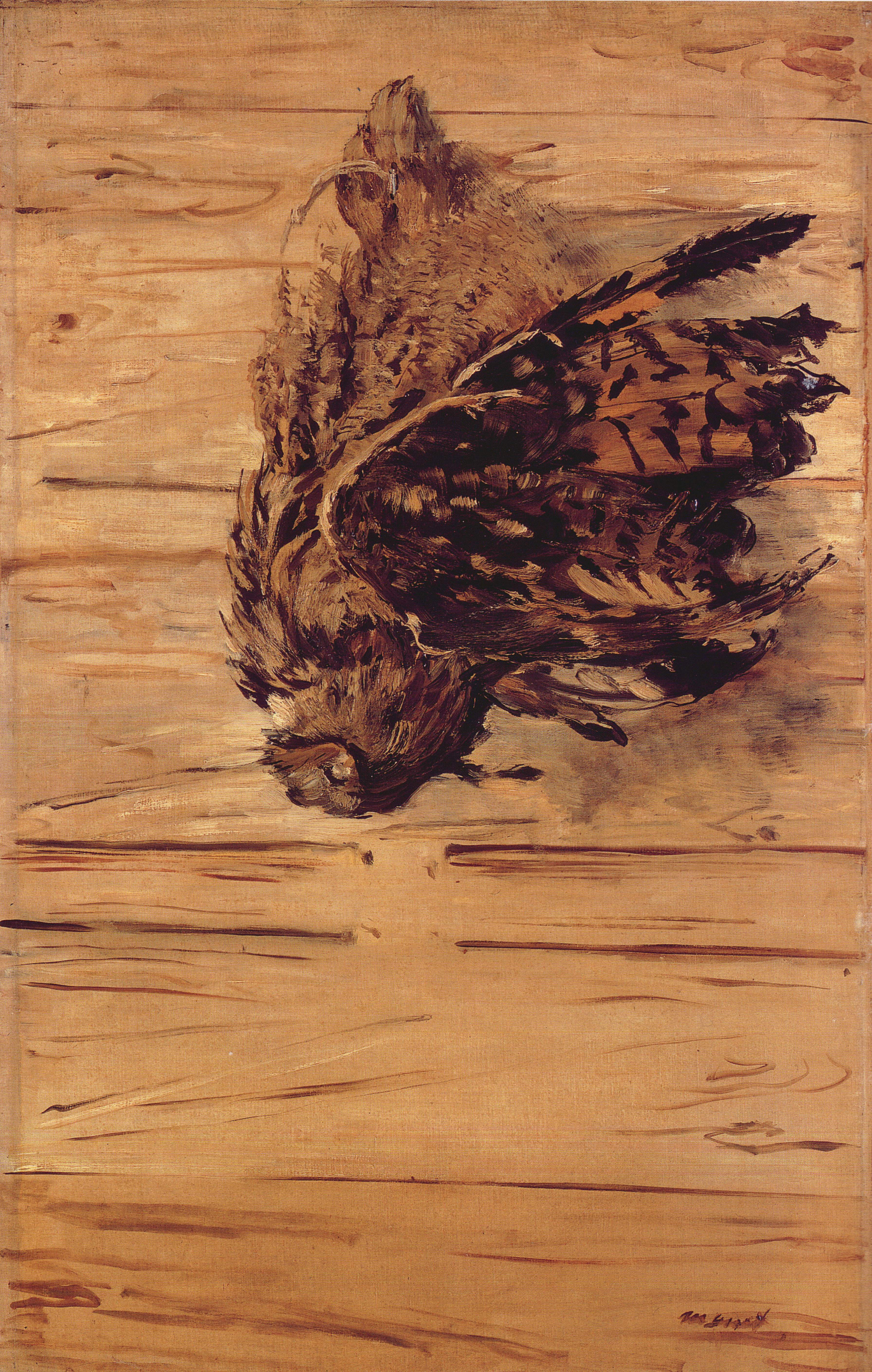
Toter Uhu
Édouard Manet, 1881
97 × 64 cm
Öl auf Leinwand
Stiftung Sammlung E. G. Bührle im Kunsthaus Zürich, Zürich

Toter Uhu, auch Der Uhu (französisch: Le Grand-duc), ist ein Gemälde des französischen Malers Édouard Manet. Das 97 × 64 cm große, in Öl auf Leinwand gemalte Bild zeigt einen toten, kopfüber an einer Bretterwand hängenden Uhu als Jagdtrophäe. Das zu einer Serie von vier nahezu gleich großen Stillleben gehörende Werk entstand 1881 während eines Kuraufenthaltes in Versailles, als Manet bereits von schwerer Krankheit gezeichnet war. Vorbilder für diese den Tod symbolisierende Jagdtrophäe finden sich in der französischen Stilllebenmalerei des 18. Jahrhunderts und bei niederländischen Malern des 17. Jahrhunderts. Toter Uhu ist eines der wenigen Jagdstillleben im Gesamtwerk des Künstlers. Das Gemälde gehört zur Sammlung der Stiftung Sammlung E. G. Bührle in Zürich und befindet sich als Dauerleihgabe im Kunsthaus Zürich.

## Bildbeschreibung
Das Motiv des 97 × 64 cm großen Gemäldes ist ein kopfüber an einer Bretterwand hängender Uhu. Zwischen den Füßen des toten Tieres ist ein Nagel erkennbar, an dem sich die zusammengeknoteten Enden eines kleinen Strickes befinden. Mit diesem Strick wurden vermutlich die Beine zusammengebunden und das Tier an den Nagel gehängt. Die nach unten hängende Jagdtrophäe ist nach links gedreht, sodass der Bildbetrachter fast ausschließlich die rechte Seite des Tieres sieht. So ist nur das rechte Auge des Uhus erkennbar und der rechte Flügel verdeckt weitestgehend den linken. Obwohl Manets Darstellung der Jagdtrophäe in diesem Gemälde „extrem malerisch-«impressionistisch»“ ist, zeigt er deutlich die unterschiedliche Befiederung der einzelnen Körperpartien. So setzt sich die Befiederung des Kopfes, des Rumpfes, der Beine und der Schwingen durch Form, Farbe, Muster und Pinselstrich jeweils voneinander ab.
Der tote Vogel ist nicht exakt in der Bildmitte positioniert, sondern nimmt die oberen drei Fünftel des Bildes ein. Die unteren zwei Fünftel des Bildes bleiben der ausschließlichen Darstellung der Holzmaserung vorbehalten. Links vom Vogel ist die Maserung der Bretterwand ebenfalls deutlich zu erkennen, während der Bereich rechts vom Körper teilweise von den Schwingen des Tieres verdeckt wird und dahinter eine Art Schattenwirkung gemalt ist. Durch diesen angedeuteten Schatten ist eine Lichtquelle jenseits des linken oberen Bildrandes zu vermuten. Sowohl durch die Positionierung des Uhus im oberen Bildbereich, als auch durch das Hochformat des Gemäldes, wird der Eindruck des Aufhängens des Tieres noch verstärkt. Durch das Fehlen jeglicher räumlicher Umgebung ist das Bild motivisch der seit Jacopo de’ Barbari bei Stillleben beliebten Trompe-l’œil-Malerei zuzuordnen. In der unteren rechten Bildecke befindet sich die Signatur „Manet“.
Der Maler verwandte im Gemälde für die Darstellung des Tieres wie auch für die des Holzes fast ausschließlich Brauntöne und Schwarz. Während der Uhu überwiegend in kurzen Pinselstrichen und Farbtupfern angelegt ist, werden die waagerecht verlaufenden Holzbretter durch einen langgezogenen Pinselduktus wiedergegeben, dessen wellenartige Bewegung die Holzmaserung unterstreicht. Manets lebhafte Malweise steht hierbei im Gegensatz zum Sujet eines toten Tieres. Die Kunsthistorikerin Ina Conzen beschreibt Manets Malweise wie folgt: „Als moderne Variante eines Jagdstilllebens mutet das Motiv … nüchtern und sachlich an, bar jeder Rhetorik. Als Malerei wirkt die sinnliche Ausreizung der stofflichen Qualitäten der Dinge – die fedrig-heftige Charakterisierung der geschundenen Kreatur und die betonte Maserung der Bretterwand – sprechend auf direkte Weise.“

## Hintergrund

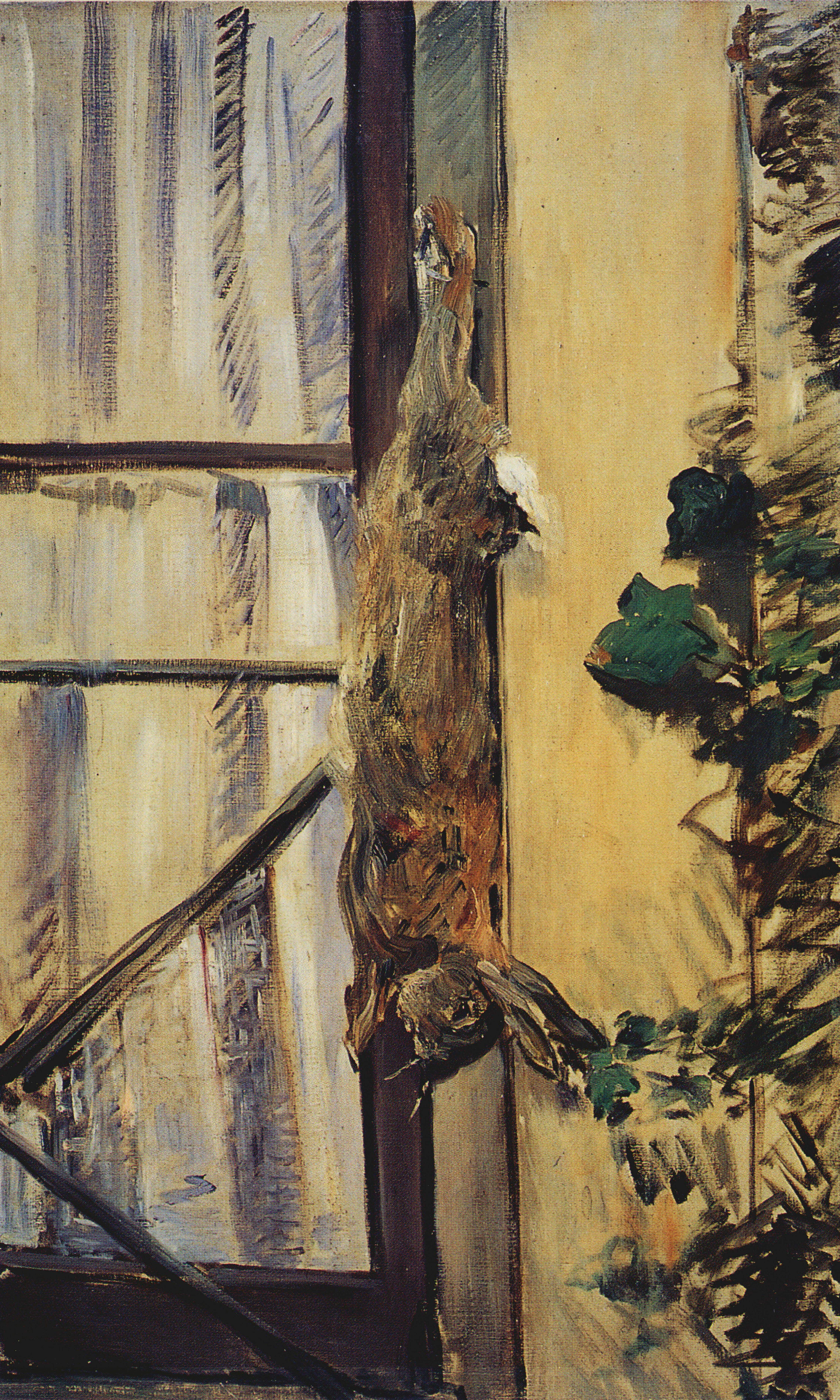
Édouard Manet: Der Hase
entstanden in Versailles 1881 parallel zu Toter Uhu

Édouard Manet litt seit Ende der 1870er-Jahre an den Folgen einer Syphilis-Erkrankung. In den Jahren bis zu seinem Tod 1883 beeinträchtigten ihn vor allem Lähmungserscheinungen in seinem linken Bein, wodurch er nicht nur Probleme beim Gehen hatte, sondern ihm auch längeres Stehen unmöglich wurde. Zur Linderung dieser Symptome hielt sich Manet seit 1879 jährlich mehrere Monate zu Kuraufenthalten in der Umgebung von Paris auf. Hierzu mietete er sich in den Jahren 1879 und 1880 ein Haus in Bellevue und 1882 in Rueil. Die Monate von Ende Juni bis Oktober 1881 verbrachte er in einem Haus in der Avenue de Villeneuve–l’Étang Nr. 20 in Versailles. In dieser Zeit ist auch das Gemälde Toter Uhu entstanden. In einem Brief an den Dichter Stéphane Mallarmé vom 30. Juli 1881 notierte Manet: „Ich habe kein Modell und namentlich keine Phantasie.“ und weiter „Ich bin nicht zufrieden mit meiner Gesundheit seit ich in Versailles bin.“ Am 23. September 1881 schrieb er an die Malerin Eva Gonzalès über den Versaillesaufenthalt: „Wie Sie, hatten wir leider schreckliches Wetter zu ertragen. Ich glaube, es regnet hier schon seit gut anderthalb Monaten. So mußte ich, der ich hierher kam, um in dem von Lenôtre entworfenen Park Studien zu machen, mich damit begnügen, einfach meinen Garten, der der scheußlichste aller Gärten ist, zu malen. Einige Stilleben, und das ist alles, was ich mitbringen werde.“
Da Manet das Stehen erhebliche Schmerzen verursachte, konzentrierte er sich während des Versaillesaufenthaltes auf kleinformatige Bilder, die er im Sitzen ausführen konnte. So entstanden in Versailles das Gemälde Die Gartenbank und die Ölskizze Stier auf der Wiese sowie eine Serie von vier nahezu gleich großen Stillleben. Neben Toter Uhu gehörten Der Hase, Ackerwinde und Kapuzinerkresse sowie Gartenwinkel zu dieser Bilderfolge. Im Gemälde Der Hase blieb die linke Bildhälfte unvollendet und die beiden Gartenmotive dieser Serie sind nur skizzenhaft gemalt. Lediglich Toter Uhu wurde von Manet signiert und gilt somit als vollendetes Werk.

## Französische oder niederländische Vorbilder
Obwohl ein direktes Vorbild für das Gemälde Toter Uhu nicht belegt ist, liegen einige Möglichkeiten der Inspiration nahe. So ist bekannt, dass Manet schon als Kind regelmäßig mit seinem Onkel Edmond Fournier den Louvre besuchte. Das Studium der dortigen Gemäldegalerie setzte er während seiner Ausbildung fort und auch in späteren Jahren holte er sich hier wiederholt Anregungen. Die im Louvre ausgestellte französische Stilllebenmalerei war Manet daher bestens bekannt. Bereits 1866 hatte Manet im Bild Das Kaninchen direkten Bezug auf Jean Siméon Chardins um 1727 entstandenes Gemälde Kaninchen mit Jagdzubehör genommen. Die Darstellung von Vögeln als Jagdtrophäen finden sich in der französischen Malerei neben Chardin auch bei Jean-Baptiste Oudry und François Desportes. Chardins An einer Wand aufgehängte Stockente mit Bitterorange und Oudrys Stillleben mit drei toten Vögeln, Johannisbeeren, Kirschen und Insekten sind Beispiele für französische Vorbilder, an denen sich Manet beim toten Uhu orientiert haben könnte.

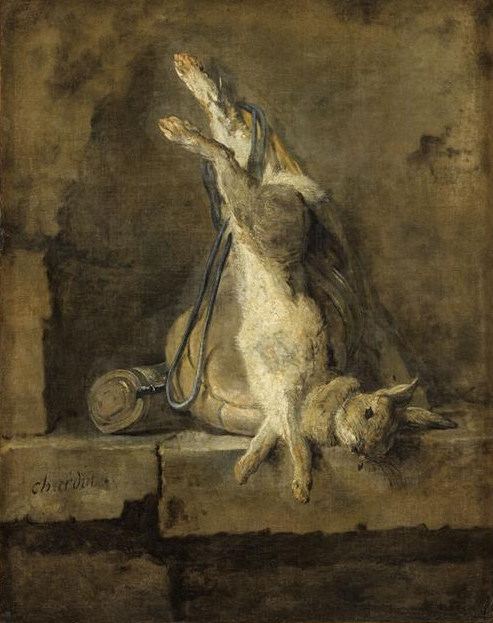
Jean Siméon Chardin: Kaninchen mit Jagdzubehör um 1727
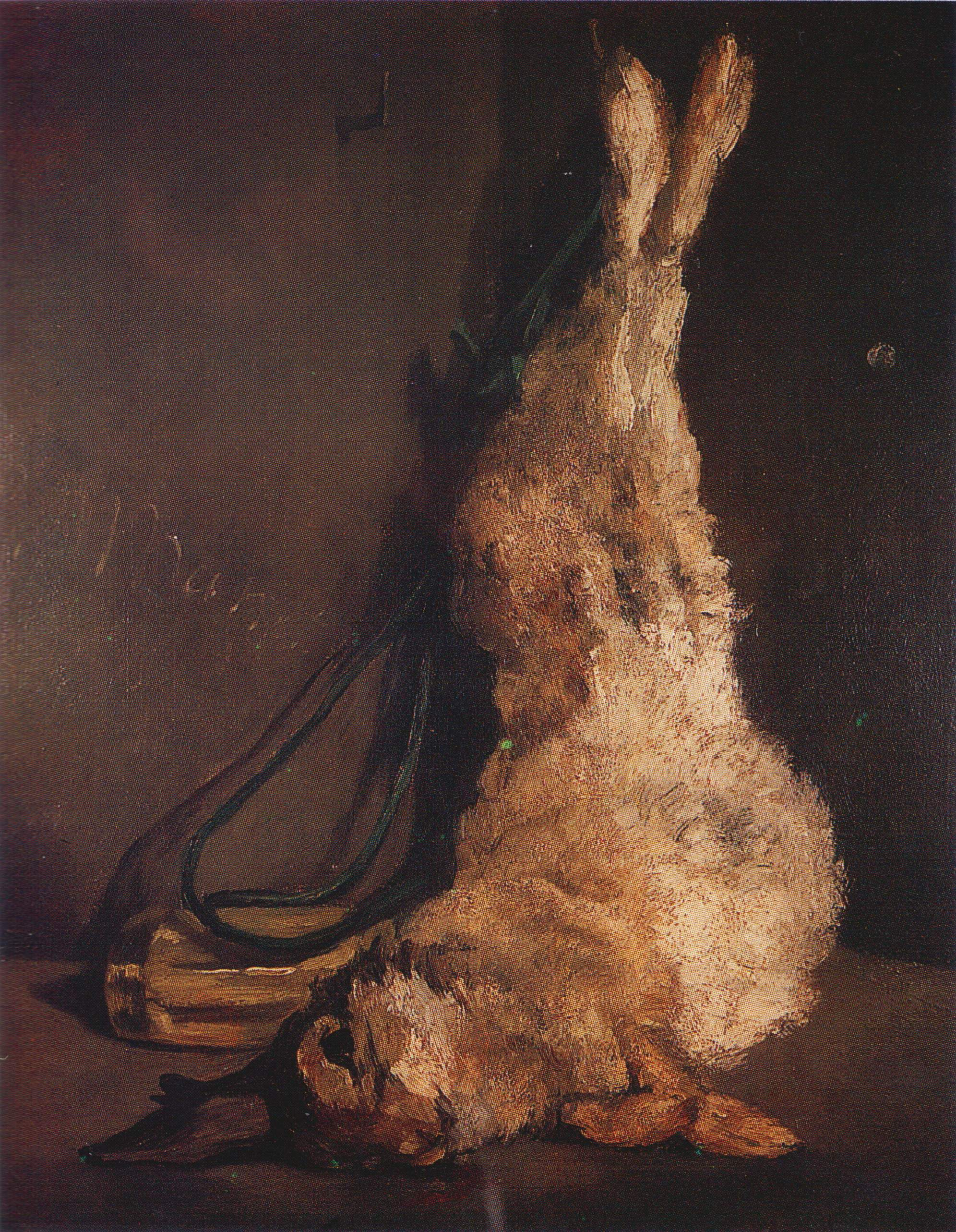
Édouard Manet: Das Kaninchen 1866
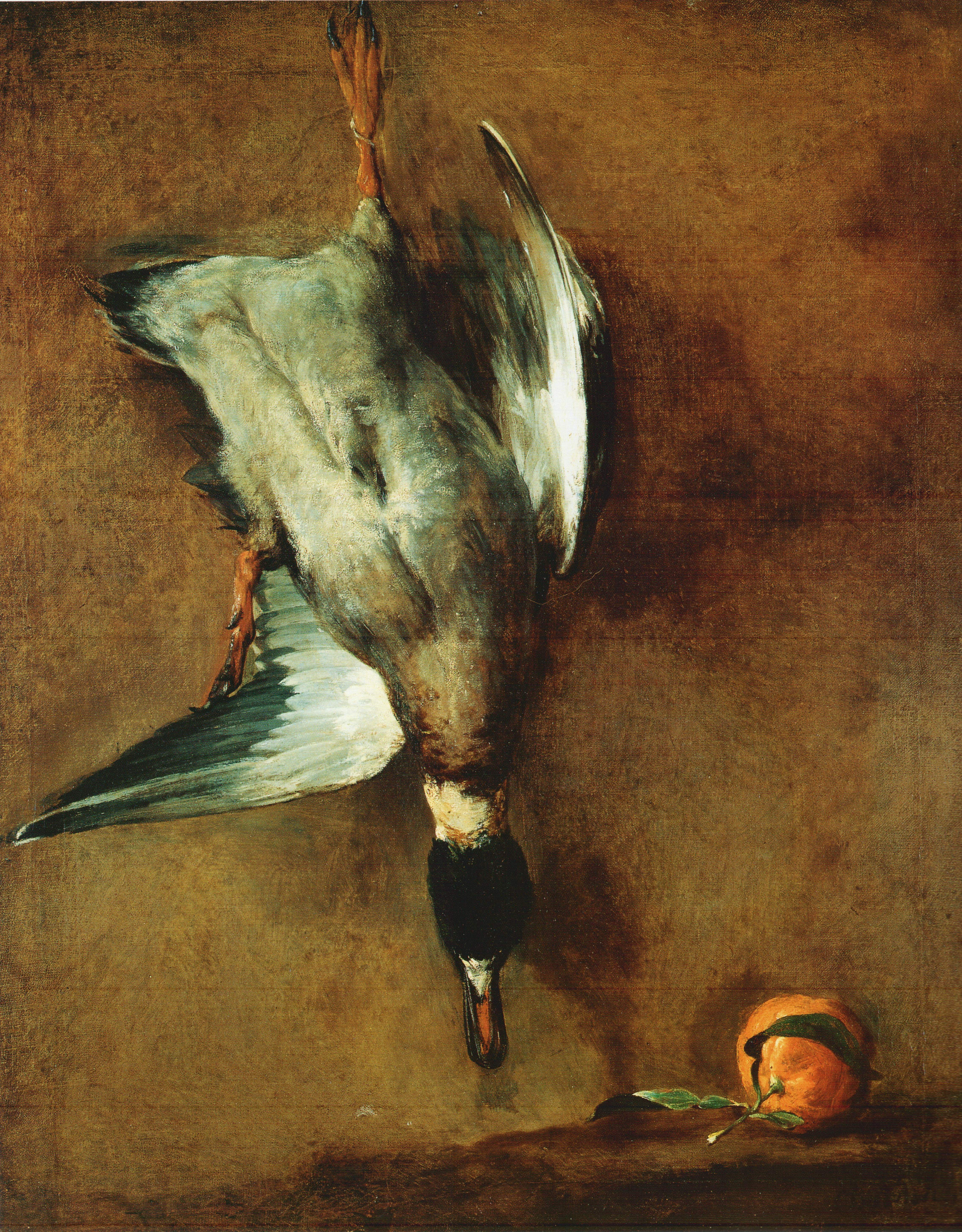
Jean Siméon Chardin: An einer Wand aufgehängte Stockente mit Bitterorange um 1730
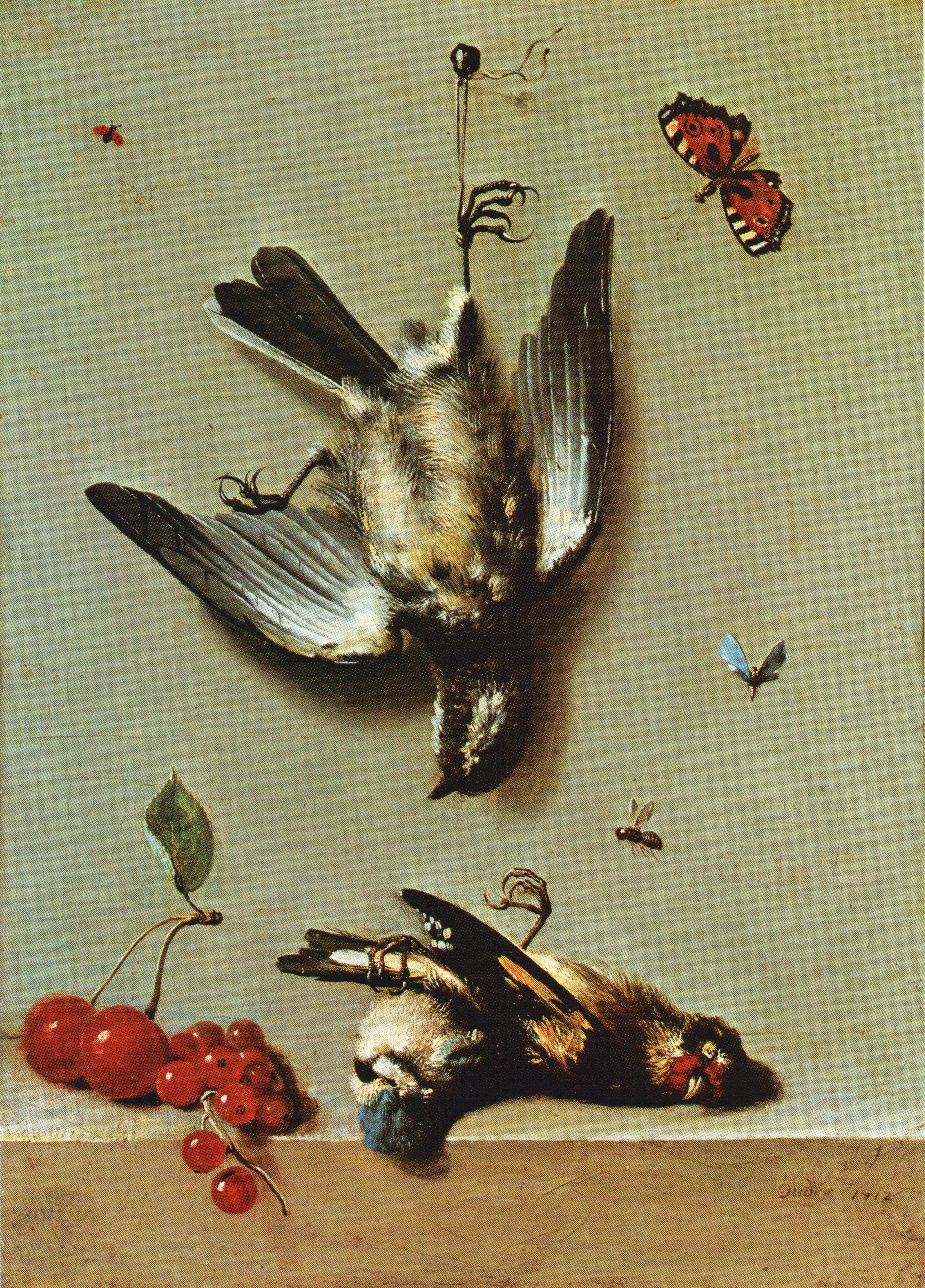
Jean-Baptiste Oudry: Stillleben mit drei toten Vögeln, Johannisbeeren, Kirschen und Insekten 1712

Kunsthistoriker ziehen als Vorbilder für den toten Uhu neben den französischen vor allem niederländische Werke in Betracht. Manet, der mit einer gebürtigen Niederländerin verheiratet war, hatte mehrfach die Heimat seiner Frau besucht und bei diesen Gelegenheiten auch die dortigen Museen besichtigt. Zu den möglichen niederländischen Vorbildern für den toten Uhu zählt das Gemälde Totes Rebhuhn von Jan Baptist Weenix, welches sich im Mauritshuis in Den Haag befindet. Der ehemalige Generaldirektor der Berliner Staatlichen Museen, Leopold Reidemeister, sah die „überzeugendste Quelle“ für den toten Uhu hingegen in dem Bild Toter Hahn von Melchior de Hondecoeter. Dieses Bild befand sich jedoch 1872, während Manets letzter Reise in die Niederlande, noch in Privatbesitz und wurde erst 1877 vom Brüsseler Königlichen Museum der Schönen Künste angekauft, sodass nicht belegt ist, ob Manet dieses Gemälde tatsächlich gekannt hat.

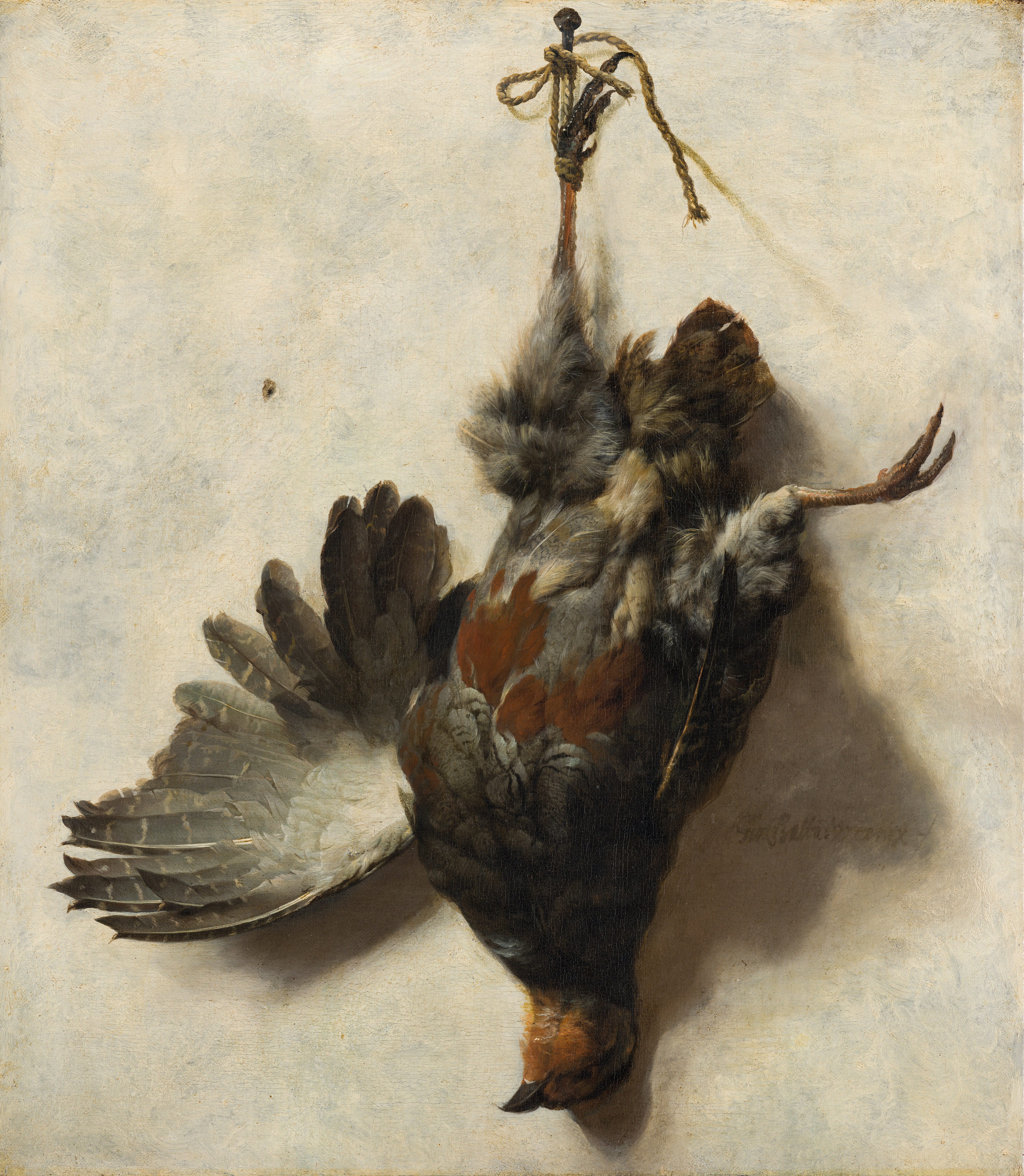
Jan Baptist Weenix: Totes Rebhuhn um 1650–1652
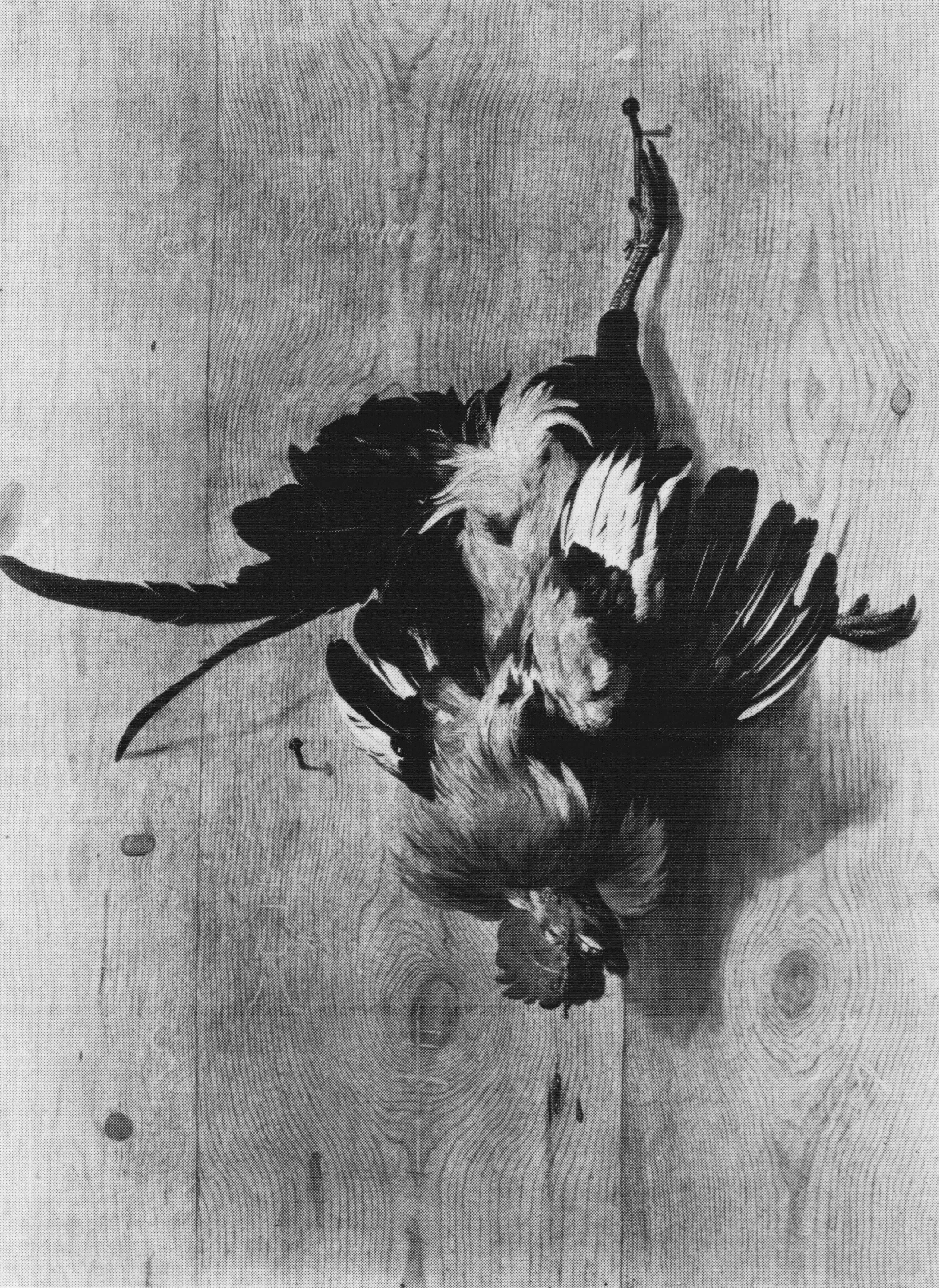
Melchior de Hondecoeter: Toter Hahn 17. Jahrhundert

## Stilllebenmalerei bei Manet
Manets Stillleben wurden – anders als seine häufig umstrittenen Figurenkompositionen – bereits zu seinen Lebzeiten hoch geschätzt. So erwarb der Kunstkritiker Ernest Chesenau bereits 1863 ein Blumenstillleben des Künstlers, obwohl er im selben Jahr Manets Das Frühstück im Grünen in einem Artikel verriss. Odilon Redon riet 1868 in der Zeitung La Gironde dem Maler gar, sich ganz auf die Stilllebenmalerei zu beschränken.
Von den 430 Gemälden Manets im Werkverzeichnis von Rouart/Wildenstein zählen mehr als achtzig Bilder zur Stilllebenmalerei. Dieses Fünftel des Gesamtwerkes entstand während Manets gesamter Laufbahn als Maler. Zudem fügte er Figurenkompositionen und Porträts Stillleben bei. Bekannte Beispiele hierfür sind Manets Hauptwerke Der spanische Sänger, Das Frühstück im Grünen, Das Frühstück im Atelier, Porträt des Théodor Duret oder Bar in den Folies-Bergère.
Bei den eigentlichen Stillleben konzentrierte sich Manet in den 1860er Jahren zunächst auf die Darstellung von unterschiedlichen Arten von Obst oder Fisch, welche er nach Vorbild niederländischer Maler des 17. Jahrhunderts auf einem Tisch arrangierte. Ebenfalls aus den 1860er Jahren stammen einige Blumenstillleben, die ausschließlich Pfingstrosen zeigen. Diese befinden sich entweder in einer Vase oder, als einzelne Zweige drapiert, ebenfalls auf einem Tisch. Neben einem Stillleben mit Sombrero und Gitarre fällt aus diesem Muster das weiter oben beschriebene Stillleben mit Kaninchen nach dem Vorbild von Chardin heraus.
Neben einigen wenigen Stillleben, die auf das Jahr 1876 datiert sind und die bereits genannten Motive der 1860er Jahre wiederholen, wandte sich Manet verstärkt erst wieder 1880 der Stilllebenmalerei zu. Neben den bekannten Gemälden Der Schinken und das Spargelbündel entstanden zunächst einige Bilder mit Obstmotiven, bevor sich Manet in seinem letzten Lebensjahr zunehmend auf Blumenstillleben spezialisierte. Neben dem Stillleben mit Kaninchen aus dem Jahr 1866 stellen die beiden 1881 in Versailles entstandenen Jagdstillleben Toter Uhu und Der Hase somit in Manets Gesamtwerk eine Ausnahme dar.

## Manets Serienbilder
Manet beschäftigte sich erstmals 1879 mit dem Thema Serienbilder. Im April des Jahres unterbreitete er dem Präfekten des Départements Seine (Préfet de la Seine) den Vorschlag, das neue Rathaus der Stadt Paris mit sechs Stadtszenen auszuschmücken. Geplant waren die Motive die Markthallen, die Eisenbahnen, der Hafen, das unterirdische Paris, die Pferderennen und die Gärten. Manet erhielt jedoch keine Antwort von der Stadtverwaltung und das Projekt kam nicht zur Ausführung.
Im selben Jahr wie die Bilder aus Versailles entstanden zwei Gemälde einer geplanten Jahreszeitenfolge. Hierbei sollten die einzelnen Jahreszeiten von jeweils einer Frau verkörpert werden. Für das fertiggestellte Bild Frühling posierte Manets Freundin Jeanne Demarsy, während für den ebenfalls vollendeten Herbst Méry Laurent Modell stand. Die Motive Sommer und Winter sind von Manet nicht begonnen worden und es ist unbekannt, wer hierfür als Modell vorgesehen war.
Die Serie der vier Stillleben aus Versailles wurde im Nachlassinventar des Künstlers vom 18. Juni 1883 mit zwei weiteren Werken Manets als „sechs dekorative Tafeln“ zusammengefasst. Bei den beiden weiteren Bildern handelt es sich um die Gemälde Blumenvase aus dem Jahr 1877 und Die Gießkanne aus dem Jahr 1880. Diese Bilder haben zwar nahezu gleiche Abmessungen wie die Bilderserie aus Versailles, stehen mit letzterer aber in keinem erkennbaren Zusammenhang.
Die Kunsthistorikerin Ina Conzen hat auf die gegensätzlichen Ansätze bei Claude Monet und Édouard Manet in Bezug auf die Serienbilder hingewiesen: „Das gleiche Motiv immer wieder unter wechselnden Lichtverhältnissen zu erfassen kann .. für Manet nicht sinnvoll sein.“ Anders als Monet, der in seinen Serienbilder dasselbe Motiv in vielfachen Wiederholungen variierte, ging es Manet in seinen Serien um die Darstellung unterschiedlicher Motive, die in ihrer Gesamtheit ein Thema behandelten. Bei den Stillleben aus Versailles kombinierte Manet zwei florale Sujets mit zwei Tierdarstellungen. Dabei stellen die den Tod symbolisierenden Jagdtrophäen einen Kontrast zu den blühenden und für das Leben stehenden Gartenbildern dar. Ob diese Leben und Tod thematisierenden Bilder für eine bestimmte Raumdekoration vorgesehen waren, ist nicht bekannt.

## Todesthematik in Manets Werk

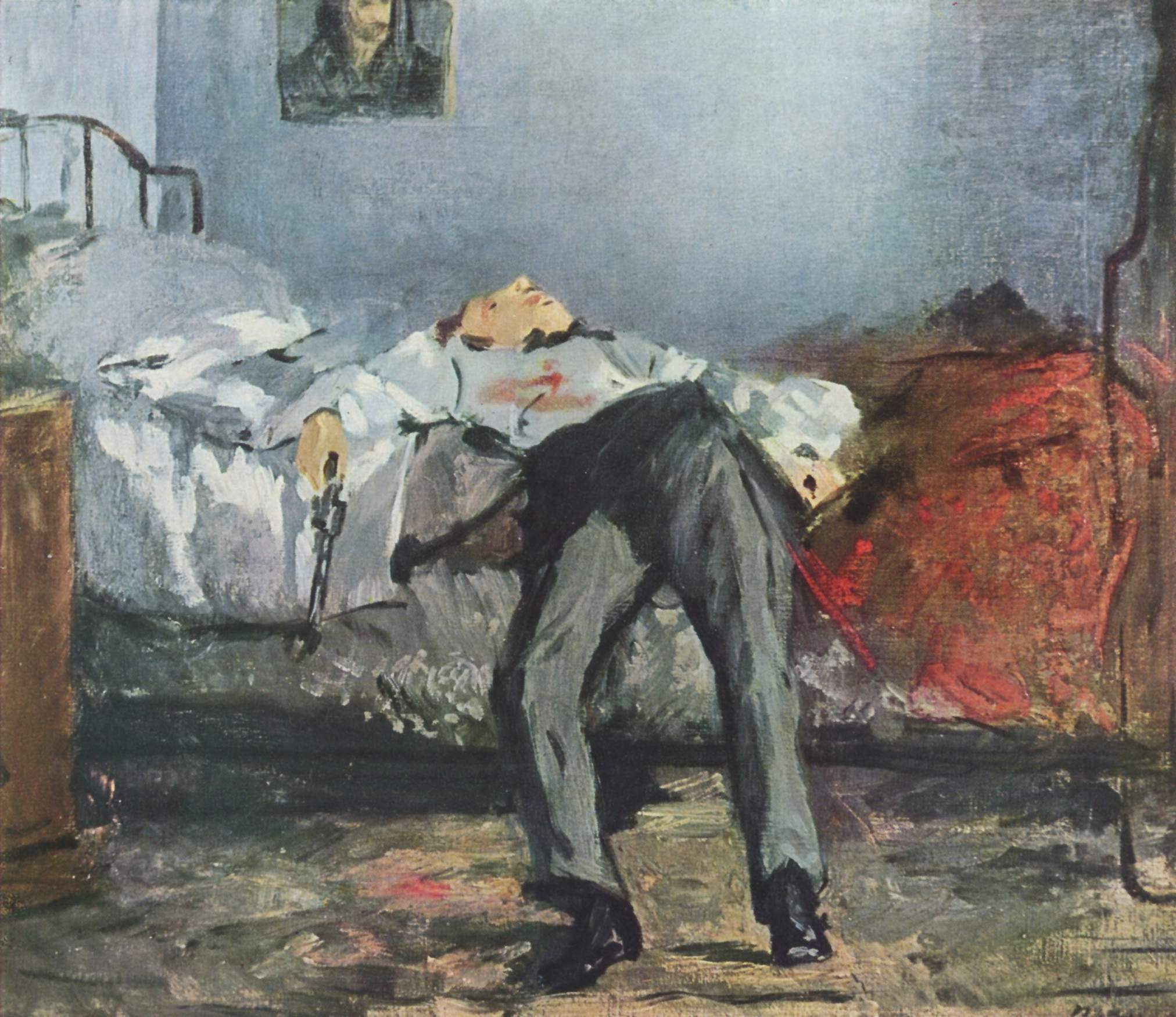
Édouard Manet:
Der Selbstmörder
entstanden 1877–1881

Manet hat sich vor der Entstehung des toten Uhus in seinen Bildern nur selten direkt mit dem Thema Tod auseinandergesetzt. Das Gemälde Toter Torero von 1864 war zunächst Teil einer größeren Komposition, die im Pariser Salon jedoch keine Anerkennung fand. Manet übernahm, in der nun auf den Torero reduzierten Fassung, Bezug auf eine Komposition aus dem 17. Jahrhundert, welche zu Lebzeiten Manets Diego Velázquez zugeschrieben wurde, den Manet zeitlebens bewunderte. Im selben Jahr entstand das Bild Toter Christus mit zwei Engeln, mit dem Manet ebenfalls den Erfolg im Salon suchte. Auch dieses Bild geht auf traditionelle Vorbilder zurück. Das dritte Bild der 1860er Jahre, in denen Manet sich direkt mit der Todesthematik beschäftigte, war Die Erschießung Maximilians von Mexiko von 1867, von der mehrere Fassungen existieren. Das ebenfalls für den Salon geplante Bild stellt die moderne Adaption von Francisco de Goyas El Tres de Mayo dar. Die drei genannten Werken standen in der Tradition der Malerei und zielten auf ein großes Publikum ab, ohne etwas von Manets Innenleben zu verraten.
Anders verhält es sich mit dem zwischen 1867 und 1870 entstandenen Werk Das Begräbnis, in dem Manet vermutlich die Bestattungsprozession seines Freundes Charles Baudelaire zeigt. Hieran schließen sich verschiedene grafische Arbeiten des Jahres 1871 an, die Szenen aus der Zeit der Pariser Kommune darstellen. Etwa zehn Jahre später entstand das Bild Der Selbstmörder, welches möglicherweise auf Baudelaires Gedicht La Corde zurückzuführen ist. Das Bild zeigt einen in Abendgarderobe gekleidet Mann, der mit einer Pistole in der Hand erschossen auf dem Bett liegt. Es ist nicht bekannt, ob Manet, angesichts seines sich massiv verschlechternden Gesundheitszustandes während seiner letzten Lebensjahre, den Suizid für sich selbst in Betracht zog.
Sowohl in Manets Briefen als auch in den Aussagen seiner Zeitgenossen wird deutlich, dass Manet zum Ende seines Lebens erheblichen Stimmungsschwankungen unterlag. Zum einen resignierte er darüber, dass der allmählich einsetzende Erfolg im Salon für ihn nun zu spät käme, zum anderen machte er immer wieder Pläne für neue Projekte. Das Gemälde Toter Uhu steht wie viele von Manets Stillleben auch für Vergänglichkeit. Anders als bei den Blumenbildern wird in diesem Bild der Bezug zum Tod deutlich. Dem steht jedoch die lebhafte Malweise des Bildes gegenüber.

## Provenienz
Das Gemälde Toter Uhu befand sich nach dem Tod von Manet am 30. April 1883 im Atelier des Künstlers und erhielt die Nr. 83 im Nachlassinventar. Bei der testamentarisch verfügten Auktion seiner Werke am 4. und 5. Februar 1884 im Pariser Auktionshaus Hôtel Drouot ersteigerte der Sammler de la Narde für 380 Francs das Bild. Später befand es sich in der Sammlung L.–H. Devillez in Brüssel. Zwischenzeitlich befand sich das Bild in der Galerie Jean A. Seligmann in Paris und in einer namentlich nicht bekannten weiteren Sammlung in Brüssel. Am 27. November 1948 wurde das Gemälde dann auf einer Auktion der Brüsseler Galerie Giroux angeboten (Katalog Nr. 39). Über den Kunsthändler Christoph Bernoulli in Basel gelangte das Bild schließlich auf den Schweizer Kunstmarkt. Er verkaufte es 1955 für 100.000 Schweizer Franken an Emil Georg Bührle. Nach dem Tod des Sammlers im Folgejahr verblieb das Bild zunächst im Besitz der Familie. Diese überführte das Gemälde Toter Uhu und sieben weitere Werke Manets zusammen mit einem Großteil der Sammlung des Verstorbenen in die Stiftung Sammlung E. G. Bührle, welche seit 1960 als Museum zugänglich ist. Seite 2021 befindet sich die Sammlung Bührle als Dauerleihgabe im Kunsthaus Zürich.